# Non plus ultra

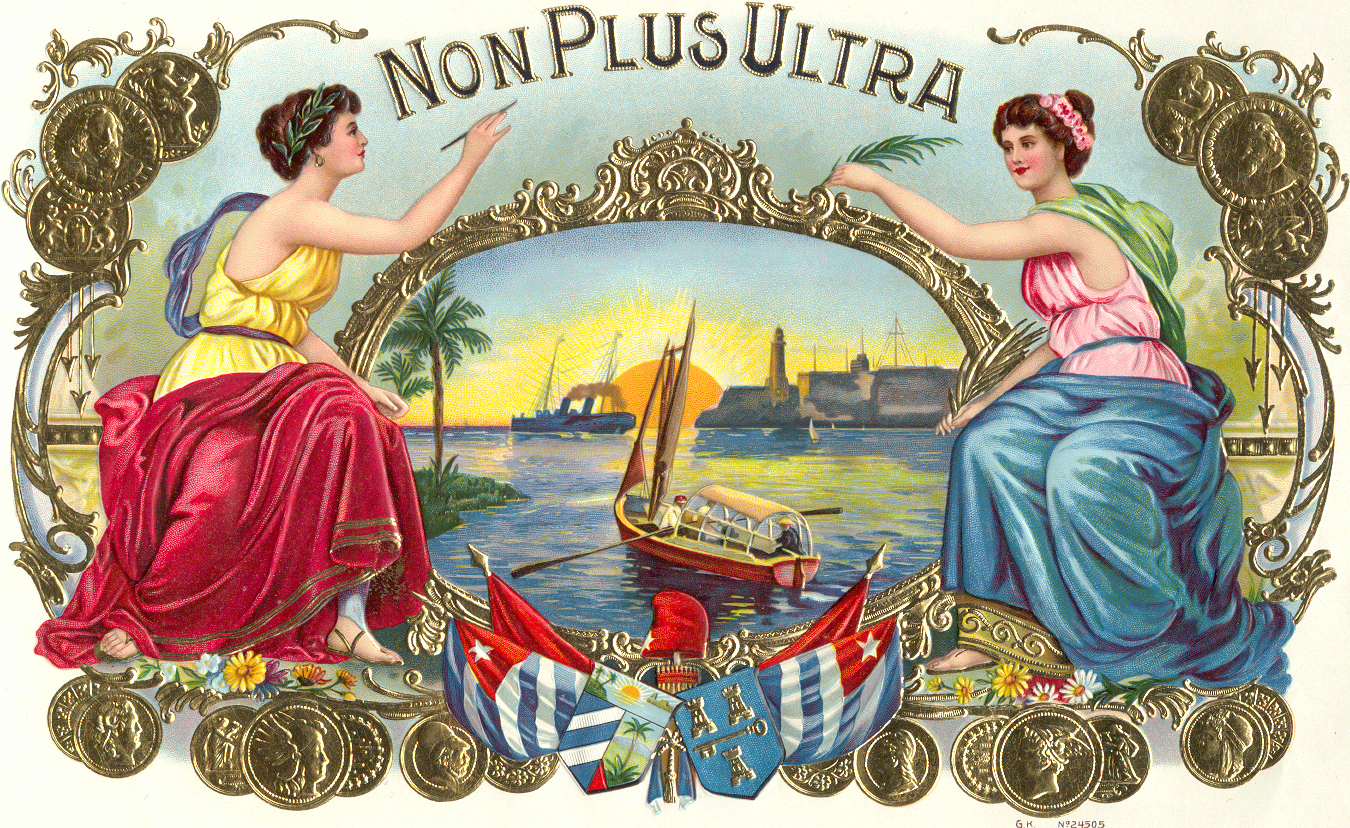
Zigarrendeckel mit der Aufschrift „Non plus ultra“

Non plus ultra (auch nec plus ultra, lateinisch für „nicht mehr weiter“, „nicht darüber hinaus“) ist die lateinische Übersetzung des Spruches, den der (nicht antiken) Überlieferung nach Herakles an den Säulen des Herakles anbrachte, um das Ende der Welt am Ausgang des Mittelmeeres zwischen Gibraltar und Nordafrika zu markieren.
Das Motto und die zwei Säulen finden sich auch im Stadtwappen der spanischen Exklave Melilla.
Heute wird der Begriff in der deutschen Umgangssprache, aber auch in der Werbung, substantivisch verwendet, um etwas Unübertreffliches zu bezeichnen.

## Ursprung

Wappen Spaniens mit Spruchband „Plus ultra“

Wappen Melillas

Ein früher Hinweis findet sich bei dem griechischen Dichter Pindar in einer seiner Oden, in denen Wettkampf-Sieger besungen werden. Dort beschreibt er die Schwierigkeiten beim Versuch, den weiten Ozean jenseits der Säulen des Herakles zu befahren. 
Auch eine Textstelle in der Bibel wurde als Ursprung der Redewendung angesehen: (Bis hierher sollst du kommen) „und nicht weiter“.
Zu Beginn der Neuzeit, als klar wurde, dass die Säulen des Herakles nicht das Ende der bewohnbaren Welt bedeuten, wurde das mit „Plus Ultra“ negiert. Dies war die persönliche Devise von Kaiser Karl V. und drückte den Anspruch auf universale Herrschaft aus.